# Jerzy Wojnar
Jerzy Wojnar, né le 7 octobre 1930 à Lviv et décédé le 2 février 2005 à Varsovie était un lugeur polonais actif durant les années 1950 et 1960. Il a réalisé ses meilleures performances durant les Championnats du monde lors desquels il a remporté trois médailles en simple dont deux titres en 1958 et 1961.
Aux Jeux olympiques d'hiver, son meilleur résultat est une huitième place en simple lors des Jeux de 1968 à Grenoble. En 1964, il avait été désigné porte-drapeau de la délégation polonaise aux Jeux d'Innsbruck.